# Udea ructicalis
Udea ructicalis là một loài bướm đêm trong họ Crambidae.